# К'єнес
К'єнес (італ. Chienes) — муніципалітет в Італії, у регіоні Трентіно-Альто-Адідже,  провінція Больцано.
К'єнес розташовані на відстані близько 550 км на північ від Рима, 100 км на північний схід від Тренто, 55 км на північний схід від Больцано.
Населення — 2788 осіб (2014).

## Демографія
Населення за роками:

Станом на 1 січня 2023 року в муніципалітеті офіційно проживав 171 іноземець з 30 країн, серед них 71 громадянин країн Євросоюзу та 3 громадяни України.

## Сусідні муніципалітети
- Фальцес
- Роденго
- Сан-Лоренцо-ді-Себато
- Сельва-дей-Моліні
- Теренто
- Вандоїєс